# Meteora sporadica
Meteora sporadica ist eine Spezies (Art) freilebender mariner einzelliger Eukaryoten (Meeresprotozoen).
Die Mikroben wurden 2002 beschrieben, basierend auf Proben, die während der Kreuzfahrt Nr. 40 des Forschungsschiffs METEOR am 30. Dezember 1997 im Sporadenbecken (einem Teil des östlichen Mittelmeers) aus einer Tiefe von 1.230 Metern unter dem Meeresspiegel entnommen wurden.
Die Einzeller haben einen langen stäbchenförmigen Fortsatz, der sich nach vorne und hinten erstreckt.
Mit dieser seltsamen und einzigartigen Morphologie unterscheiden sie sich von allen anderen bekannten Protistengruppen und wurden daher 2002 als Protisten incertae sedis, d. h. einzellige Eukaryoten unbekannter Zugehörigkeit, eingestuft.
Meteora sporadica ist die einzige bekannte Spezies (monotypisch) in der Gattung Meteora.
Zwei Jahrzehnte später konnte eine phylogenetische Analyse von Meteora aus dem Jahr 2022 immer noch keine eindeutige Verbindung zu einer bekannten Gruppe der Eukaryoten herstellen, was darauf hindeutet, dass es sich um eine neue Eukaryotengruppe mit hohem taxonomischem Rang handeln könnte. 2024 wurde entdeckt, dass es mit Hemimastigophora verwandt sei.

## Beschreibung
Als Galindo et al. 2022 über die Wiederentdeckung der Art berichteten, fertigten sie eine ausführliche Beschreibung der Art an. Sie soll gut mit der ursprünglichen Beschreibung übereinstimmen:
M. sporadica ist eukaryotischer Einzeller, der durchsichtig (transparent) ist. Der Zellkörper ist oval, ca. 3,22 (1,99–3,84) μm lang und 2,76 (1,8–3,62) μm breit, was gut zur ursprünglichen Beschreibung passt (3,0–4,4 μm lang und 2.0–4.0 μm breit). Er trägt keine Geißel (Flagellum), hat aber dafür kurze armartige Fortsätze (englisch lateral arm-like appendages) auf beiden Seiten und längere Fortsätze in anteroposteriorer Richtung (axial nach vorne und hinten), was für diese Gattung charakteristisch sind.
Die seitlichen Fortsätze bewegen sich unabhängig voneinander in einer rudernden Bewegung und unterstützen so die Fortbewegung.
Die Länge der kurzen armartigen Fortsätze auf beiden Seiten beträgt leicht unterschiedlich 1,58 (0,87–3,83) und 1,69 (1,00–3,55) μm;
die länglichen Fortsätze auf der Vorder- und Rückseite messen 5,35 (3,7–8,72) und 4,12 (2,5–5,79) μm.
Galindo et al. beobachteten zwar keine so langen Anhängsel, wie die längsten von Hausmann et al. 2002 gesehenen, die lateralen erreichten damals bis zu 5,8 μm und die axialen bis zu 17,3 μm. Sie beobachteten aber, dass sich die Länge der lateralen Anhängsel durch Ausdehnung oder Einziehen in den Zellkörper sehr schnell ändern kann.
Übereinstimmung bestand in der Beobachtung, dass die linken und rechten armartigen Fortsätze fast gleich lang sind, während die hinteren Fortsätze deutlich länger sind als die vorderen.

## Verbreitung und Habitate
Die Proben für die Erstbeschreibung wurde in Tiefseesedimentproben aus einer Tiefe von 1.230 m aus dem Sporadenbecken im östlichen Mittelmeer gefunden (39,2585° N, 23,7083° O). Galindo et al. (2022) fanden sie in Sedimentproben aus der flachen Meereslagune Malo jezero („Kleiner See“, Adria-Insel Mljet, Kroatien), gesammelt bereits im Juli 2014.

## Ernährung
Galindo et al. (2022) haben für ihre diesbezüglichen Untersuchungen kryokonserviertes Material aufgetaut und konnten eine Zunahme dieser Spezies nach mehrtägiger Bebrütung bei Raumtemperatur bestätigen. In denselben Proben wurden zusammen mit dieser Art einige weitere Protozoen gefunden, die auch schon Hausmann et al. in der Erstbeschreibung gefunden hatten, darunter
Amastigomonas spp. (Obazoa, Apusomonadidae),
Ancyromonas spp. (Loukozoa, Ancyromonadidae) und
Rhynchomonas nasuta (Euglenozoa, Kinetoplastida, Neobodonida).
Alle diese sind bakterienfressende (bakterivore), gleitende Mikroorganismen, die wie vermutet sich üblicherweise in einem gemeinsamen Biotop mit M. sporadica aufhalten oder gemeinsam auf Nahrungssuche sind.
Nach der ursprünglichen Beschreibung gibt es bakterienähnliche Körnchen, die an den vorderen und hinteren Fortsätzen anhaften. Nach Galindo et al. (2022) ist deren Anzahl unbestimmt, sie bewegen sich der Beobachtung nach entlang der Oberfläche und werden schließlich in Form von Phagozytose in den Zellkörper aufgenommen.

## Systematik
Die Unterschiede der von Galindo et al. (2020) beschriebenen Mikroorganismen im Vergleich zur Erstbeschreibung zeigten sich als so gering, dass sich eine Klassifizierung in eine Neue Art der Gattung Meteora nicht begründen ließ, daher wurde das kroatische Isolat lediglich als neuer Stamm mit der Bezeichnung CRO19MET aufgefasst.
Seit ihrer Entdeckung wurde diese Art infolge ihrer einzigartigen Morphologie, die sich von jeder anderen Gruppe von Eukaryoten unterscheidet als Protista incertae sedis behandelt. Galindo et al. (August 2022) untersuchten die Phylogenie dieser Art auf der Grundlage ihrer 18S-rRNA-Sequenz und stellten fest, dass M. sporadica in die Verwandtschaft haptophytenartiger Mikroorganismen gehören könnte. Diese Bezüge sind jedoch schwach, so dass ihre phylogenetische Position weiterhin unbestimmt bleibt, was darauf hindeutet, dass Meteora einer unbekannten taxonomischen Gruppe höheren Ranges angehören könnte. Zu dieser Ansicht kamen kurz zuvor auch Xavier Grau-Bové et al (Juni 2022), in einer Studie zur Chromatin-Evolution die Gattung Meteora zu einer der acht von ihnen identifizierten früh verzweigenden Eukaryoten-kladen zählten, deren genaue phylogenetische Beziehung untereinander von ihnen nicht aufgelöst werden konnte.
Gattung: Meteora Hausmann, Weitere, Wolf & Arndt, 2002
- Spezies: Meteora sporadica Hausmann, Weitere, Wolf & Arndt, 2002[1] [Meteora spec Hausmann, Weitere, Wolf & Arndt 2002[7][8]]
  - Stamm: Hausmann, Weitere, Wolf & Arndt 2002 – Fundort: Sporadenbecken, östliches Mittelmeer – Tiefe: 1.230 Meter[1]
  - Stamm: CRO19MET[9] – Fundort Malo jezero, Adria-Insel Mljet, Kroatien[3]

## Etymologie
Der Gattungsname Meteora leitet sich ab vom Forschungsschiff METEOR. Das Art-Epitheton sporadica verweist auf das Sporadenbecken im östlichen Mittelmeer. Die Namensgebung erinnert daran, dass die Erstbeschreibung anhand von Proben erfolgte, die während einer Kreuzfahrt dieses Schiffes im Sporadenbecken entnommen wurden.